# UK Open 2014
Die Coral UK Open 2014 waren ein Ranglistenturnier im Dartsport und wurden vom 7. bis zum 9. März 2014 zum 12. Mal von der Professional Darts Corporation (PDC) veranstaltet. Austragungsort war zum ersten Mal das Butlin’s Resort in Minehead.
Adrian Lewis konnte durch einen 11:1-Sieg gegen Terry Jenkins seinen vierten Majortitel einfahren.

## Format
An dem Turnier nahmen insgesamt 138 Spieler teil. Das Teilnehmerfeld setzte sich aus den 106 bestplatzierten Spieler der UK Open Order of Merit und den 32 Gewinnern der Riley Qualifiers zusammen. Das Turnier wurde ohne Setzliste gespielt.
Die Vorrunde trugen 20 Spieler, die sich über die Riley Qualifiers qualifiziert hatten oder unter den letzten 42 Plätzen der UK Open Order of Merit waren, aus. Die restlichen Spieler beider Blöcke starteten in der ersten Runde. In der zweiten Runde kamen neben den 32 Siegern der ersten Runde die Plätze 33 bis 64 des UK Open Order of Merit hinzu. Die 32 bestplatzierten Spieler stiegen in der dritten Runde ein.
Das Turnier wurde im K.-o.-System gespielt. Die Vorrunde sowie die ersten drei Runden fanden am 7. März statt. Spielmodus in der Vorrunde, 1. Runde und 2. Runde war ein best of 9 legs. In der 3. und 4. Runde sowie im Achtelfinale wurde ein best of 17 legs-Modus gespielt. Die Viertel- und Halbfinalbegegnungen wurden in best of 19 legs ausgetragen. Das Finale der UK Open 2014 wurde in best of 21 legs gespielt.

## Preisgeld
Bei dem Turnier wurden insgesamt £ 250.000 an Preisgeldern ausgeschüttet. Das Preisgeld verteilte sich unter den Teilnehmern wie folgt:
| Position (Anzahl der Spieler) | Position (Anzahl der Spieler) | Preisgeld |
| ----------------------------- | ----------------------------- | --------- |
| Gewinner                      | (1)                           | £ 50.000  |
| Finalist                      | (1)                           | £ 25.000  |
| Halbfinalisten                | (2)                           | £ 12.500  |
| Viertelfinalisten             | (4)                           | 0£ 7.500  |
| Achtelfinalisten              | (8)                           | 0£ 5.000  |
| Verlierer der 4. Runde        | (16)                          | 0£ 3.000  |
| Verlierer der 3. Runde        | (32)                          | 0£ 1.500  |

## Teilnehmer
Für die UK Open 2014 waren folgende 138 Spieler qualifiziert:
- Die 106 erstplatzierten Spieler der UK Open Order of Merit, die aus den sechs Qualifikationsturnieren, den UK Open Qualifiers 2014, erstellt wurde.
- Die 32 Gewinner der Riley Qualifiers – mehrere Turniere

PDC UK Open Order of Merit
Plätze 1–32
- 1.  Michael van Gerwen
- 2.  Andy Hamilton
- 3.  Adrian Lewis
- 4.  Gary Anderson
- 5.  Phil Taylor
- 6.  Stephen Bunting
- 7.  Brendan Dolan
- 8.  Kim Huybrechts
- 9.  Robert Thornton
- 10.  Justin Pipe
- 11.  Michael Smith
- 12.  Andrew Gilding
- 13.  Steve Beaton
- 14.  Peter Wright
- 15.  Dean Winstanley
- 16.  Jamie Lewis
- 17.  Wes Newton
- 18.  Vincent van der Voort
- 19.  Mark Webster
- 20.  Kevin Painter
- 21.  Dave Chisnall
- 22.  Simon Whitlock
- 23.  Andy Smith
- 24.  Terry Jenkins
- 25.  Mervyn King
- 26.  Paul Nicholson
- 27.  James Wade
- 28.  Ronnie Baxter
- 29.  Christian Kist
- 30.  Mark Walsh
- 31.  Richie Burnett
- 32.  Nick Fullwell

Die Top 32 stiegen in der 3. Runde ein.
PDC UK Open Order of Merit
Plätze 33–64
- 33.  Steve Maish
- 34.  Jelle Klaasen
- 35.  Ian White
- 36.  Keegan Brown
- 37.  Ben Ward
- 38.  David Pallett
- 39.  Wayne Jones
- 40.  Daryl Gurney
- 41.  Dirk van Duijvenbode
- 42.  Jamie Caven
- 43.  Darren Webster
- 44.  Steve West
- 45.  John Part
- 46.  Stuart Kellett
- 47.  Gary Spedding
- 48.  Mensur Suljović
- 49.  Mark Barilli
- 50.  Jason Hogg
- 51.  Ronny Huybrechts
- 52.  Nigel Heydon
- 53.  Tony Newell
- 54.  Ross Smith
- 55.  Steve Hine
- 56.  Rocco Maes
- 57.  John Henderson
- 58.  Michael Barnard
- 59.  Peter Hudson
- 60.  Adrian Gray
- 61.  Ian Lever
- 62.  Josh Bowles
- 63.  Josh Payne
- 64.  Dave Weston

Die Spieler der Plätze 33–64 stiegen in der 2. Runde ein.
PDC UK Open Order of Merit
Plätze 65–106
- 65.  Adam Hunt
- 66.  Raymond van Barneveld
- 67.  Rowby-John Rodriguez
- 68.  Karl Merchant
- 69.  Jason Lovett
- 70.  Joe Murnan
- 71.  Dennis Smith
- 72.  Johnny Haines
- 73.  Antonio Alcinas
- 74.  Alex Roy
- 75.  Mark Hylton
- 76.  Mark Cox
- 77.  William O’Connor
- 78.  Steve Brown
- 79.  Pete Dyos
- 80.  Kevin Dowling
- 81.  Michael Mansell
- 82.  James Hubbard
- 83.  Mick Todd
- 84.  Matthew Edgar
- 85.  Arron Monk
- 86.  Glenn Spearing
- 87.  Alan Derrett
- 88.  Aden Kirk
- 89.  Steve Douglas
- 90.  Douglas Thompson
- 91.  Jonathan Worsley
- 92.  Davey Dodds
- 93.  Ewan Hyslop
- 94.  Kyle Anderson
- 95.  Matt Clark
- 96.  Gerwyn Price
- 97.  Jyhan Artut
- 98.  Chris Aubrey
- 99.  Shaun Narain
- 100.  Kevin McDine
- 101.  Conan Whitehead
- 102.  Alan Tabern
- 103.  Brian Woods
- 104.  Nathan Derry
- 105.  Benito van de Pas
- 106.  Jeff Batham

Die Spieler starteten in der Vorrunde oder in der 1. Runde.
UK Open Pub Qualifiers
- Aaron Holdstock
- Carl Green
- Lionel Sams
- Ian Jones
- Alan Casey
- Kevin Taylor
- Shaun Lovett
- Tony Broughton
- Chris Dobey
- James Young
- Andy Boulton
- Tony Randell
- Scott Bennett
- Paul Whitworth
- William Naylor
- Adam Cousins
- Dean Reynolds
- Chris Mackie
- Graham Dando
- Rhys Griffin
- Michael Malone
- Nigel Daniels
- Simon Stevenson
- Paul Hogan
- Martin Stead
- Dean Stewart
- Jim Hill
- Sam Allen
- Michael Baker
- Jason Mold
- Ben Burton
- David O’Brien

Die Spieler starteten in der Vorrunde oder in der 1. Runde.

## Ergebnisse
Die Auslosung der Vor-, ersten, zweiten und dritten Runde fand am 24. Februar 2014 statt und wurde am 27. Februar 2014 veröffentlicht.

### Vorrunde
| Spieler 1      | Erg. | Spieler 2       |  | Spieler 1      | Erg. | Spieler 2       |
| -------------- | ---- | --------------- |  | -------------- | ---- | --------------- |
| Carl Green     | 3–5  | Lionel Sams     |  | Brian Woods    | 3–5  | Dean Stewart    |
| Paul Whitworth | 0–5  | Rhys Griffin    |  | Alan Tabern    | 1–5  | Tony Randall    |
| Martin Stead   | 5–3  | Alan Casey      |  | Kevin McDine   | 5–2  | Aaron Holdstock |
| Ian Jones      | 3–5  | Simon Stevenson |  | James Young    | 3–5  | David O’Brien   |
| Nathan Derry   | 5–2  | Jason Mold      |  | William Naylor | 4–5  | Sam Allen       |

### 1. Runde
| Spieler 1             | Erg. | Spieler 2         |  | Spieler 1     | Erg. | Spieler 2            |
| --------------------- | ---- | ----------------- |  | ------------- | ---- | -------------------- |
| Glenn Spearing        | 2–5  | Antonio Alcinas   |  | Kevin Taylor  | 1–5  | Arron Monk           |
| Raymond van Barneveld | 5–3  | Anthony Broughton |  | Kyle Anderson | 4–5  | Kevin McDine         |
| Dennis Smith          | 5–1  | Mark Hylton       |  | Ewan Hyslop   | 5–4  | Steve Brown          |
| Alan Derrett          | 5–2  | Jyhan Artut       |  | Ben Burton    | 4–5  | Michael Mansell      |
| Steve Douglas         | 3–5  | Johnny Haines     |  | James Hubbard | 5–4  | Jeff Batham          |
| Joe Murnan            | 5–0  | Shaun Lovett      |  | Dean Reynolds | 4–5  | Martin Stead         |
| Conan Whitehead       | 4–5  | Aden Kirk         |  | Mark Cox      | 5–4  | Shaun Narain         |
| Lionel Sams           | 5–3  | Chris Aubrey      |  | Rhys Griffin  | 3–5  | Karl Merchant        |
| Adam Cousins          | 2–5  | Paul Hogan        |  | Pete Dyos     | 3–5  | William O’Connor     |
| Adam Hunt             | 5–3  | Michael Malone    |  | Dean Stewart  | 5–0  | Graham Dando         |
| Andy Boulton          | 5–2  | Jonathan Worsley  |  | Matthew Edgar | 5–1  | Matt Clark           |
| Jason Lovett          | 3–5  | Simon Stevenson   |  | Tony Randall  | 5–1  | Rowby-John Rodriguez |
| Benito van de Pas     | 5–3  | Doug Thompson     |  | Jim Hill      | 1–5  | Alex Roy             |
| Sam Allen             | 5–3  | Chris Mackie      |  | Nathan Derry  | 4–5  | Gerwyn Price         |
| Nigel Daniels         | 5–3  | Scott Bennett     |  | Michael Baker | 4–5  | Mick Todd            |
| Kevin Dowling         | 5–4  | Chris Dobey       |  | Davy Dodds    | 5–1  | David O’Brien        |

### 2. Runde
| Spieler 1       | Erg. | Spieler 2            |  | Spieler 1         | Erg. | Spieler 2             |
| --------------- | ---- | -------------------- |  | ----------------- | ---- | --------------------- |
| John Henderson  | 1–5  | Jelle Klaasen        |  | Keegan Brown      | 3–5  | Mensur Suljović       |
| Ian White       | 5–4  | Daryl Gurney         |  | Paul Hogan        | 5–0  | John Part             |
| Steve Maish     | 5–0  | Ben Ward             |  | Ronny Huybrechts  | 5–0  | Adrian Gray           |
| Jason Hogg      | 5–4  | Wayne Jones          |  | Martin Stead      | 2–5  | Raymond van Barneveld |
| Gary Spedding   | 2–5  | David Pallett        |  | Dennis Smith      | 2–5  | Peter Hudson          |
| Ewan Hyslop     | 2–5  | Kevin McDine         |  | Alex Roy          | 5–4  | Tony Newell           |
| John Bowles     | 1–5  | Dirk van Duijvenbode |  | Rocco Maes        | 5–2  | Nigel Daniels         |
| Alan Derrett    | 3–5  | Adam Hunt            |  | Sam Allen         | 3–5  | Ross Smith            |
| Andy Boulton    | 5–4  | Josh Payne           |  | James Hubbard     | 5–3  | Steve Hine            |
| Arron Monk      | 4–5  | Karl Merchant        |  | Benito van de Pas | 5–3  | Davy Dodds            |
| Nigel Heydon    | 5–4  | Johnny Haines        |  | Dave Weston       | 3–5  | Mick Todd             |
| Antonio Alcinas | 5–3  | Matthew Edgar        |  | Lionel Sams       | 4–5  | Joe Murnan            |
| Michael Barnard | 1–5  | Stuart Kellett       |  | Tony Randall      | 5–4  | Steve West            |
| Jamie Caven     | 3–5  | Kevin Dowling        |  | Michael Mansell   | 5–2  | Dean Stewart          |
| Mark Cox        | 1–5  | Darren Webster       |  | Ian Lever         | 3–5  | William O’Connor      |
| Aden Kirk       | 5–2  | Gerwyn Price         |  | Simon Stevenson   | 5–3  | Mark Barilli          |

### 3. Runde
| Spieler 1             | Erg. | Spieler 2                     |  | Spieler 1            | Erg. | Spieler 2        |
| --------------------- | ---- | ----------------------------- |  | -------------------- | ---- | ---------------- |
| Peter Wright          | 9–8  | Michael Smith                 |  | Ronnie Baxter        | 5–9  | Adrian Lewis     |
| Aden Kirk             | 9–7  | Phil Taylor                   |  | Michael van Gerwen   | 9–1  | James Hubbard    |
| Justin Pipe           | 7–9  | Dave Chisnall                 |  | Kevin Painter        | 9–5  | Richie Burnett   |
| Raymond van Barneveld | 9–3  | Mick Todd                     |  | James Wade           | 9–1  | Michael Mansell  |
| Steve Beaton          | 6–9  | Brendan Dolan                 |  | Adam Hunt            | 5–9  | Paul Nicholson   |
| Terry Jenkins         | 9–4  | Stuart Kellett                |  | Kevin Dowling        | 8–9  | Stephen Bunting  |
| Mark Webster          | 9–5  | Mark Walsh                    |  | Kevin McDine         | 8–9  | David Pallett    |
| Andy Smith            | 3–9  | Gary Anderson                 |  | Steve Maish          | 1–9  | Nigel Heydon     |
| Ronny Huybrechts      | 9–6  | Simon Whitlock                |  | Jamie Lewis          | 9–8  | William O’Connor |
| Robert Thornton       | 9–3  | Jason Hogg                    |  | Mensur Suljović      | 9–3  | Tony Randall     |
| Paul Hogan            | 9–3  | Benito van de Pas             |  | Christian Kist       | 9–2  | Antonio Alcinas  |
| Andrew Gilding        |      | Wes Newton (nicht angetreten) |  | Dirk van Duijvenbode | 8–9  | Joe Murnan       |
| Kim Huybrechts        | 9–5  | Ross Smith                    |  | Peter Hudson         | 8–9  | Ian White        |
| Andy Boulton          | 2–9  | Dean Winstanley               |  | Nick Fullwell        | 1–9  | Alex Roy         |
| Darren Webster        | 6–9  | Vincent van der Voort         |  | Rocco Maes           | 6–9  | Simon Stevenson  |
| Karl Merchant         | 4–9  | Mervyn King                   |  | Andy Hamilton        | 9–8  | Jelle Klaasen    |

### 4. Runde
| Spieler 1          | Erg. | Spieler 2       |  | Spieler 1             | Erg. | Spieler 2       |
| ------------------ | ---- | --------------- |  | --------------------- | ---- | --------------- |
| James Wade         | 9–5  | Kim Huybrechts  |  | Vincent van der Voort | 8–9  | Christian Kist  |
| Michael van Gerwen | 9–5  | Andy Hamilton   |  | Aden Kirk             | 9–5  | Peter Wright    |
| Paul Nicholson     | 5–9  | Terry Jenkins   |  | Raymond van Barneveld | 9–3  | Joe Murnan      |
| Dave Chisnall      | 4–9  | Mervyn King     |  | Dean Winstanley       | 9–6  | Stephen Bunting |
| Alex Roy           | 5–9  | Ian White       |  | Nigel Heydon          | 7–9  | Brendan Dolan   |
| Kevin Painter      | 9–4  | Andrew Gilding  |  | Ronny Huybrechts      | 8–9  | Adrian Lewis    |
| Mensur Suljović    | 9–7  | Robert Thornton |  | Gary Anderson         | 9–5  | David Pallett   |
| Jamie Lewis        | 9–5  | Simon Stevenson |  | Mark Webster          | 9–8  | Paul Hogan      |

### Achtelfinale
| Spieler 1          | Erg. | Spieler 2             |
| ------------------ | ---- | --------------------- |
| Brendan Dolan      | 9–7  | Aden Kirk             |
| Mensur Suljović    | 9–5  | Jamie Lewis           |
| Adrian Lewis       | 9–2  | Raymond van Barneveld |
| Michael van Gerwen | 9–4  | Mark Webster          |
| Kevin Painter      | 9–5  | Dean Winstanley       |
| Gary Anderson      | 7–9  | Ian White             |
| Mervyn King        | 9–6  | Christian Kist        |
| Terry Jenkins      | 9–8  | James Wade            |

### Viertelfinale
| Spieler 1                | Erg. | Spieler 2             |
| ------------------------ | ---- | --------------------- |
| Michael van Gerwen 99.38 | 10–8 | Ian White 92.87       |
| Terry Jenkins 98.89      | 10–4 | Brendan Dolan 93.69   |
| Adrian Lewis 98.35       | 10–3 | Mensur Suljović 98.09 |
| Kevin Painter 87.35      | 6–10 | Mervyn King 94.73     |

### Halbfinale und Finale
|  | Halbfinale  | Halbfinale               | Halbfinale |  |  | Finale  | Finale              | Finale |
|  |             |                          |            |  |  |         |                     |        |
|  |             |                          |            |  |  |         |                     |        |
|  | England     | Terry Jenkins 96.65      | 10         |  |  |         |                     |        |
|  | Niederlande | Michael van Gerwen 95.58 | 8          |  |  |         |                     |        |
|  |             |                          |            |  |  | England | Terry Jenkins 93.15 | 1      |
|  |             |                          |            |  |  | England | Adrian Lewis 109.13 | 11     |
|  | England     | Mervyn King 94.58        | 6          |  |  |         |                     |        |
|  | England     | Adrian Lewis 99.64       | 10         |  |  |         |                     |        |
|  |             |                          |            |  |  |         |                     |        |